# IPC-Europameisterschaften
Unter dem Überbegriff IPC-Europameisterschaften werden diverse auf europäischer Ebene ausgetragene sportliche Wettkämpfe für – zumeist körperlich – behinderte Athleten zusammengefasst. Getragen und organisiert werden die kontinentalen Turniere vom Internationalen Paralympischen Komitee (IPC).  
Europameisterschaften des IPC gibt es in verschiedenen Sportarten:
- IPC-Bogenschützen-Europameisterschaften
- IPC-Leichtathletik-Europameisterschaften
- IPC-Schwimm-Europameisterschaften